# حوت مزدوج الأصابع
الحوت المزدوج الأصابع (الاسم العلمي:†Artiocetus) هو جنس منقرض من الثدييات يتبع فصيلة الحيتان الأولية من رتبة مزدوجات الأصابع.